# Forcipomyia ornatipes
Forcipomyia ornatipes är en tvåvingeart som först beskrevs av Jean-Jacques Kieffer 1918.  Forcipomyia ornatipes ingår i släktet Forcipomyia och familjen svidknott.
Artens utbredningsområde är Sri Lanka. Inga underarter finns listade i Catalogue of Life.